# Sieprawki
Sieprawki – wieś w Polsce położona w województwie lubelskim, w powiecie lubelskim, w gminie Jastków.
W latach 1975–1998 miejscowość administracyjnie należała do ówczesnego województwa lubelskiego.
Wieś stanowi sołectwo gminy Jastków. Według Narodowego Spisu Powszechnego z roku 2011 wieś liczyła 206 mieszkańców.
Wierni Kościoła rzymskokatolickiego należą do parafii Świętych Apostołów Piotra i Pawła w Tomaszowicach.

## Historia
Sieprawice (także Świeprawice Małe i Wielkie), w XV wieku występują jako dwie wsie „Szyeprawicze Major i Minor”. W połowie wieku Sieprawice „Minor” (dziś Sieprawki) miały łany kmiece, z których dziesięcinę dawano plebanowi w Garbowie. Sieprawice „Major”, wieś szlachecka miała łany kmiece, dające dziesięcinę do Grabowa (Długosz L.B. t.II, s.543).
Według registru poborowego powiatu lubelskiego z roku 1531 wsie Sieprawice Major i Minor, w parafii Garbów, miały 5 łanów kmiecych (Pawiński, Kod. Małopolski, 349).
Według Słownika geograficznego Królestwa Polskiego z roku 1887, Sieprawki posiadały w 1827 roku 4 domy 38 mieszkańców. W roku 1885 folwark Sieprawki posiadał rozleglość 355 mórg, wieś folwarczna Sieprawki osad 8 z gruntem 25 mórg.

## Osoby związane z miejscowością
- Stanisław Moskalewski – polski polityk, wojewoda lubelski